# Ili
ili（イリー）とは、ログバー社が提案するウェアラブル翻訳デバイスである。旅行シーンに特化することで、従来の翻訳機とのすみわけをしている。インターネットに接続する必要がないので、通信状態に関わらずすぐに使えるのが特徴である。
2017年12月4日に、最新版のリリースが発表。日本語から「3言語（英・中・韓）」への翻訳が可能になっている。

## 沿革
2016年1月、2016 CES INNOVATION AWARDSにて "HONOREE" に選出された。この時点では2016年夏に全世界で利用可能になると案内されていた。2017年1月に日本国内で製品発表会を開催した。ログバーの公式サイトには関連動画が約2週間で1億再生を記録したと記載されている。その後、2017年12月4日に「2018年版 ili」を発表。先行予約分2018台が1時間で売り切れ。

## 特徴
翻訳に使うボタンは1つ。ボタンを押してiliに話しかけると翻訳された言葉が再生される。

### インターネット不要
インターネットに接続する必要がないので、通信状態に関わらずいつでも使える。飛行機や、極論砂漠地帯や山岳地帯でも使用することが可能。

### 独自技術の瞬間翻訳
ログバー社CEOの吉田の海外経験から考案されたiliは、コミュニケーションをより円滑にするために「瞬間翻訳」を実現。フレーズにもよるが、最速0.2秒で翻訳結果を出すことが可能になっている。

### 旅行に特化した辞書を搭載
全てを網羅する翻訳機ではなく、旅行に特化した単語・フレーズに集中することで旅における翻訳精度を向上させた。例えば「たかい」という言葉は、"expensive (=価格が高い)", "tall (=背が高い)"の2つに認識されるわけだが、旅行において必要性の高い単語である "expensive" を優先的に翻訳させるなどの配慮がされている。
2016年10月には、ハワイ州観光局公認商品にもなっている。

## 名前の由来
ili（イリー）の名前の由来は、i （人）と　i（人）の間に l （デバイス）が入ることにより、外国語のコミュニケーションを活性化させたいという思いから生まれた名前。

## デザイン&テクノロジー
デザイン及びテクノロジーについては、公式の動画が公開されている。

## 仕様
個人向けとして「2018年版 ili」、法人向けサービス「ili for Guest」を展開している。

### ili for Guest
法人向けにスタートしたサービスで、最短で2017年6月よりサービススタートの予定。すでに先行導入の申し込みも行っており、ili for Guestのパートナーとして東京地下鉄株式会社 (東京メトロ)、イオンモール株式会社 が発表会で登壇し、実証実験、テストマーケティングなど行っていく予定。